# Prairiana sidana
Prairiana sidana är en insektsart som beskrevs av Ball 1935. Prairiana sidana ingår i släktet Prairiana och familjen dvärgstritar. Inga underarter finns listade i Catalogue of Life.